# لوحة الألوان

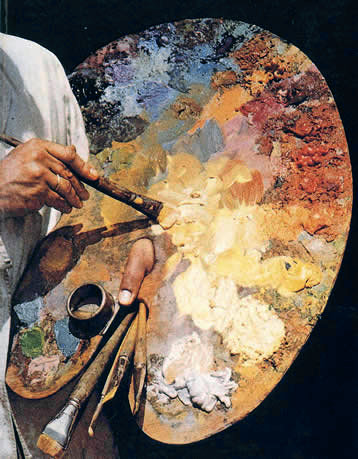
لوحة ألوان الرسام

المَلْوَن أو لوحة الألوان أو ساجة الألوان هي سطح صلب أملس يخلط عليه الرسام ألوانه. تصنع عادة من ألواح خشبية رقيقة. قد ترمز أيضاً لوحة الألوان إلى المجموعة المنتقاة من الألوان التي يستعين بها الرسام لتجميل أو تسهيل الرسم، وخاصة في مجال الحوسبة.

## اقرأ أيضاً
- لوحة الألوان (حوسبة)
- تصوير زيتي
- فن الفيلوغرافيا